# Zorro, the Avenger
Zorro, the Avenger is een Amerikaanse film uit 1959, gebaseerd op de televisieserie Zorro. De film werd geregisseerd door Charles Barton. De hoofdrol werd gespeeld door Guy Williams.
De film verscheen in 1969 in Nederland onder de titel Zorro, de wreker.

## Verhaal
De film bestaat uit beeldmateriaal van zes afleveringen van de Zorro-serie uit 1957. Namelijk de laatste afleveringen van het eerste seizoen, waarin Zorro het opneemt tegen de mysterieuze “Eagle”, die later Sebastian Varga blijkt te zijn. De Eagle wil heel Californië veroveren en er als een dictator over heersen.

## Rolverdeling
| Acteur          | Personage                  |
| --------------- | -------------------------- |
| Guy Williams    | Don Diego de la Vega/Zorro |
| Charles Korvin  | The Eagle                  |
| Henry Calvin    | Sergeant Garcia            |
| Gene Sheldon    | Bernardo                   |
| George J. Lewis | Don Alejandro de la Vega   |
| Jay Novello     | Juan Greco                 |